# 潘書韻
潘書韻（英語：Pun Shu Wan，1994年6月30日—），綽號「搣時潘」，香港網絡紅人，其夫為前公民黨深水埗區議會南昌北選區前任區議員劉家衡，於2020年8月9日訂婚，11月11日結婚。目前兩人定居英國。

## 簡歷
潘書韻是2012年首屆香港中學文憑試考生，在中國語文科取得最高的5**成績，入讀香港中文大學中國語言及文學系，熱愛閱讀，畢業後任職補習社導師，以及到社福機構進行義教。於涉嫌性剝削智障人士事件後曾一度宣佈退出社交媒體，但不久後便復出，更創辦性玩具商店，及通過Patreon網站開放訂閱性感相片。

## 事件

### 公開示威者資料導致被捕
2019年香港反對逃犯條例修訂草案運動期間，潘書韻曾經捐贈少量物資給兩名示威者，但不久後免費物資全部清光，兩人轉而將自己的存貨轉賣。之後潘書韻冤枉他們人血饅頭，並於網上公開雙方爭執內容及對方地址，最終導致兩名示威者被捕；兩人被捕後於拘留期間遭受嚴重警暴，一人於2021年6月起視力受損需要戴眼罩，另一人被最少兩個警員打至嚴重骨折行動不便。

### 劉家衡辦事處受襲案
2019年，其男友劉家衡當選南昌北區議員，後與鄰區友好議員李文浩合租辦事處，並於門外貼上「本辦事處不為任何藍絲提供服務，藍絲與狗不得內進」之告示。事後告示於社交媒體廣傳，導致李不斷收到騷擾電話及訊息，並警告他「會比人斬」、「會變浮屍」等。2020年3月7日，有群眾到辦事處抗議發生爭執。9日再有30多人手持標語和木棍到辦事處抗議，抵達後向辦事處吐口水，混亂之間身為職員的潘稱要清潔辦事處，於門外傾倒漂白水並濺中抗議群眾，立即觸發雙方肢體衝突。最終兩名議員和三名女職員均告受傷送明愛醫院治理，辦事處的閉路電視亦遭破壞。事後警方到場拘捕三名抗議人士，包括政研會主席關新偉及鄧德成。
12日清晨，深水埗反黑組警員持搜索令登門搜查其與潘同居之寓所，拒絕解釋原因之餘更要求劉停止作網上直播。搜索期間檢走潘之手機及其於早前衝突時所穿衣物，搜查完畢後更將潘帶走。警方其後向劉聲稱其女友被押往深水埗警署，但潘實際上被扣留於長沙灣警署。
8月9日，其於社交媒體上公開宣布與男友訂婚、，兩人於1月11日結婚。

### 性剝削智障人士
2020年7月26日，潘書韻因被網上性騷擾，遂與友人黃于喬及另一宋姓男友人，邀請具輕度智力障礙的34歲事主前往油麻地的一間酒店房。期間該名智力障礙的事主被遊說至脫剩內褲，並被皮帶打手板、舐鞋底」等疑似「SM」（性虐）行為，全程更在網上直播，有網民報案，警方到後拘捕3人。潘書韻其後在社交媒體發帖指該男子長期性騷擾她，因而報復。

### 流亡
2021年7月11日，其夫於區議員辭職潮中稱因被政府欠薪、加上妻子案件帶來的財政壓力辭職。13日時潘未有準時出席案件聆訊，並因此被法庭通緝，其後其夫於社交媒體上宣布兩人已流亡英國拉夫堡。

## 外部連結
- 潘書韻的Instagram帳戶
- 潘書韻的X（前Twitter）